# Шиховичі
Сиховичі (або Шиховичі, Шиховіце, пол. Szychowice) — село в Польщі, у гміні Мірче Грубешівського повіту Люблінського воєводства. Населення — 512 осіб (2011).

## Історія

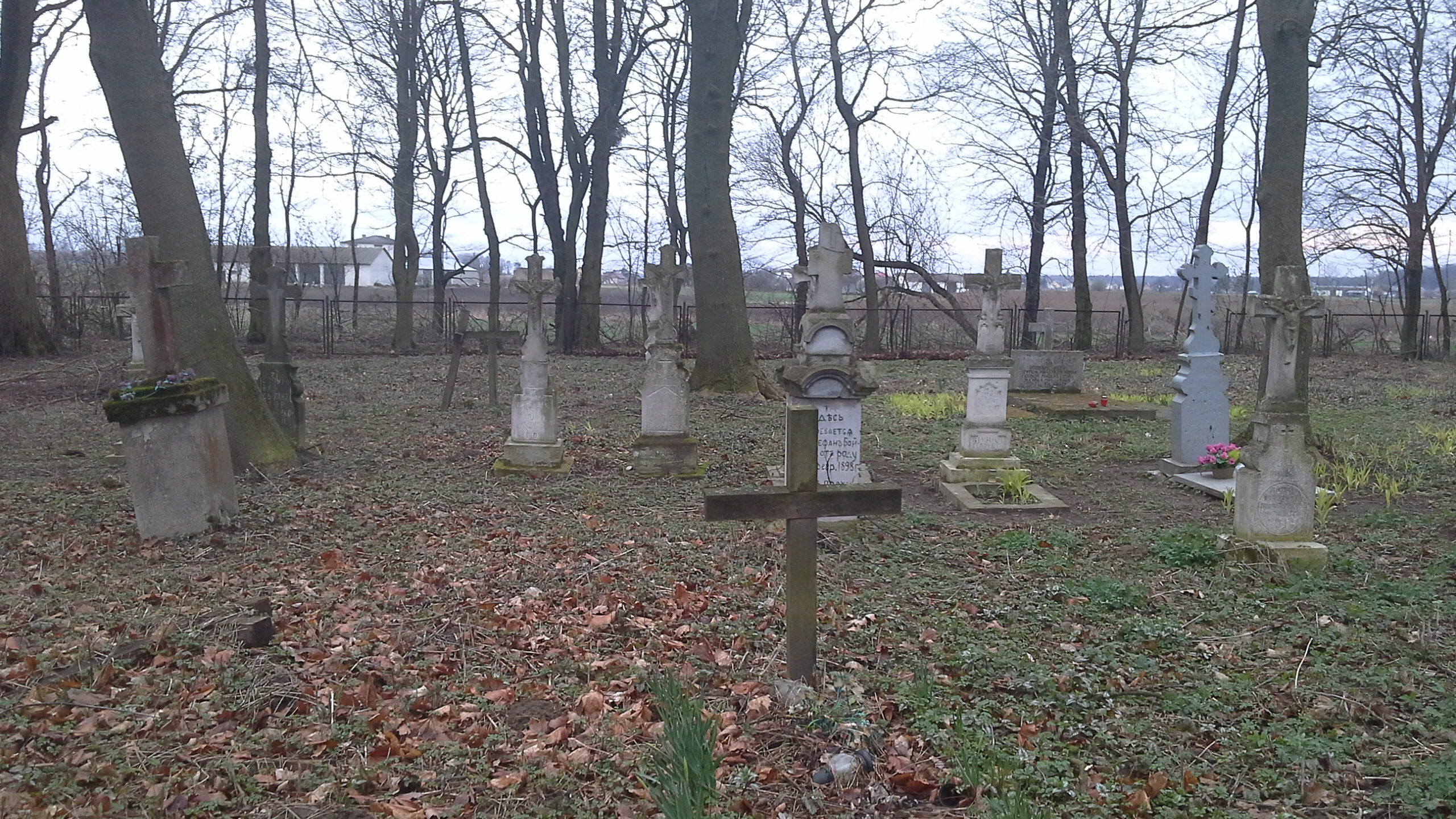
Православний цвинтар

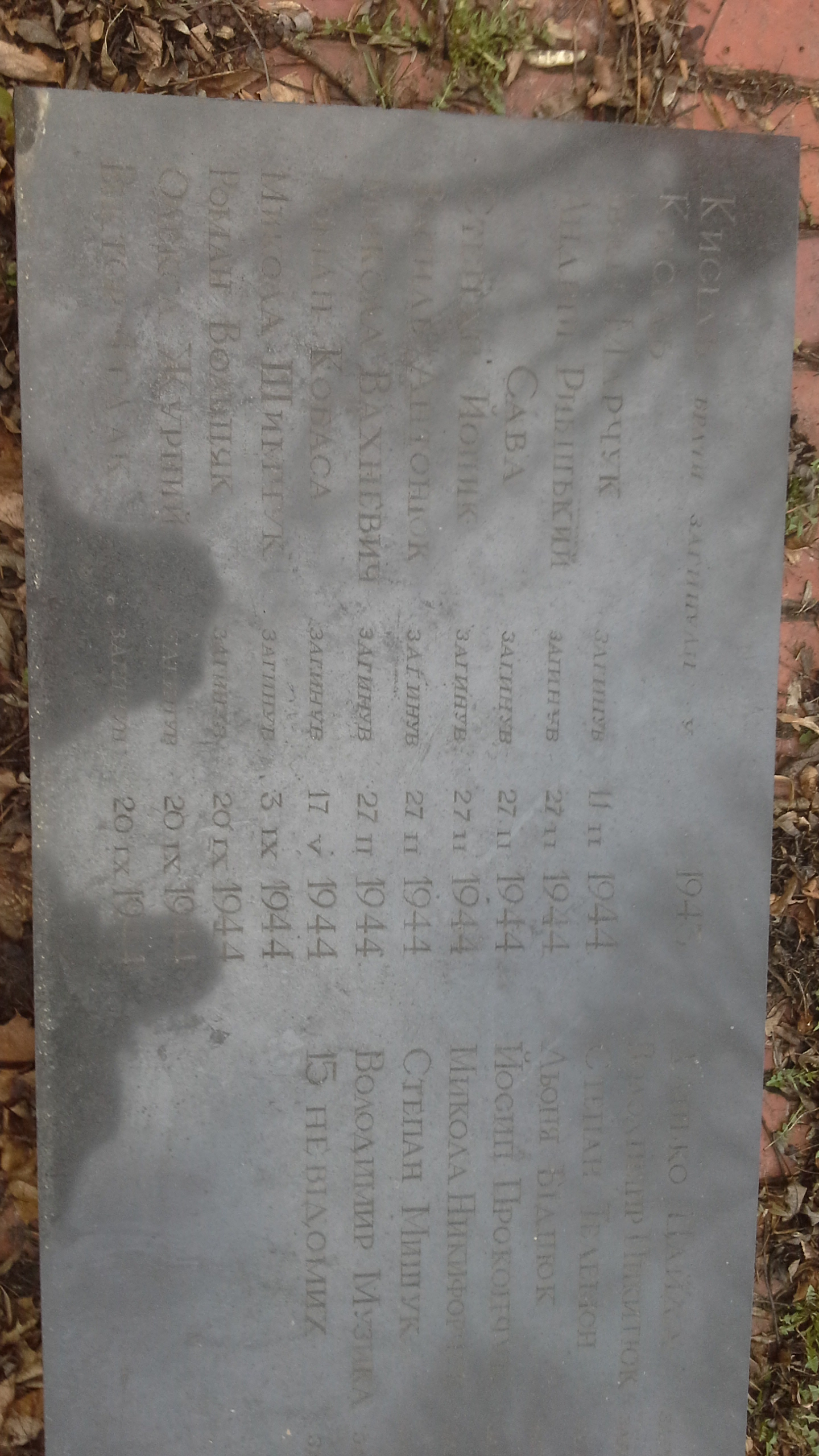
Пам'ятний знак українцям, вбитим у 1943 році

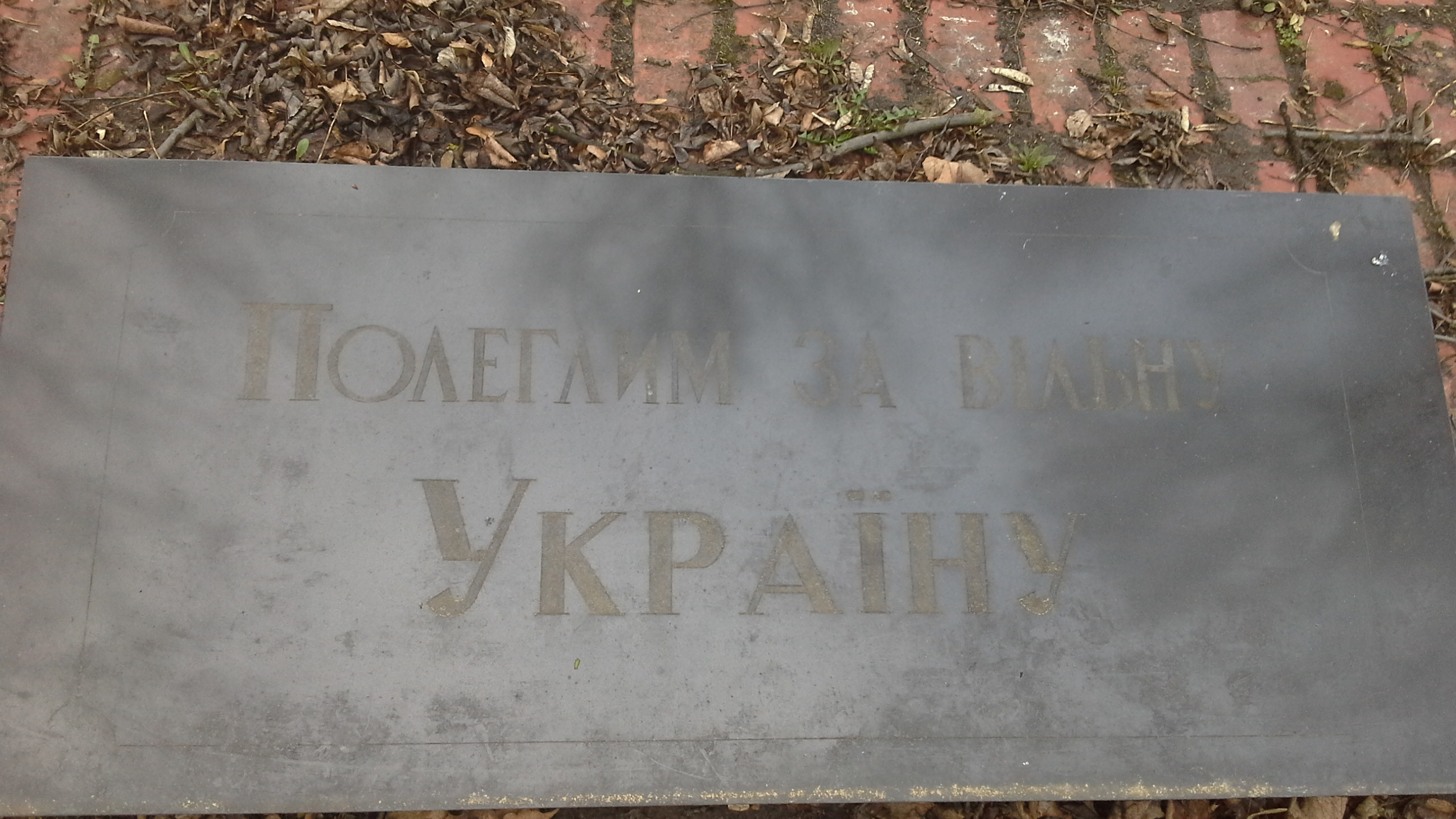
Пам'ятний знак полеглим за вільну Україну

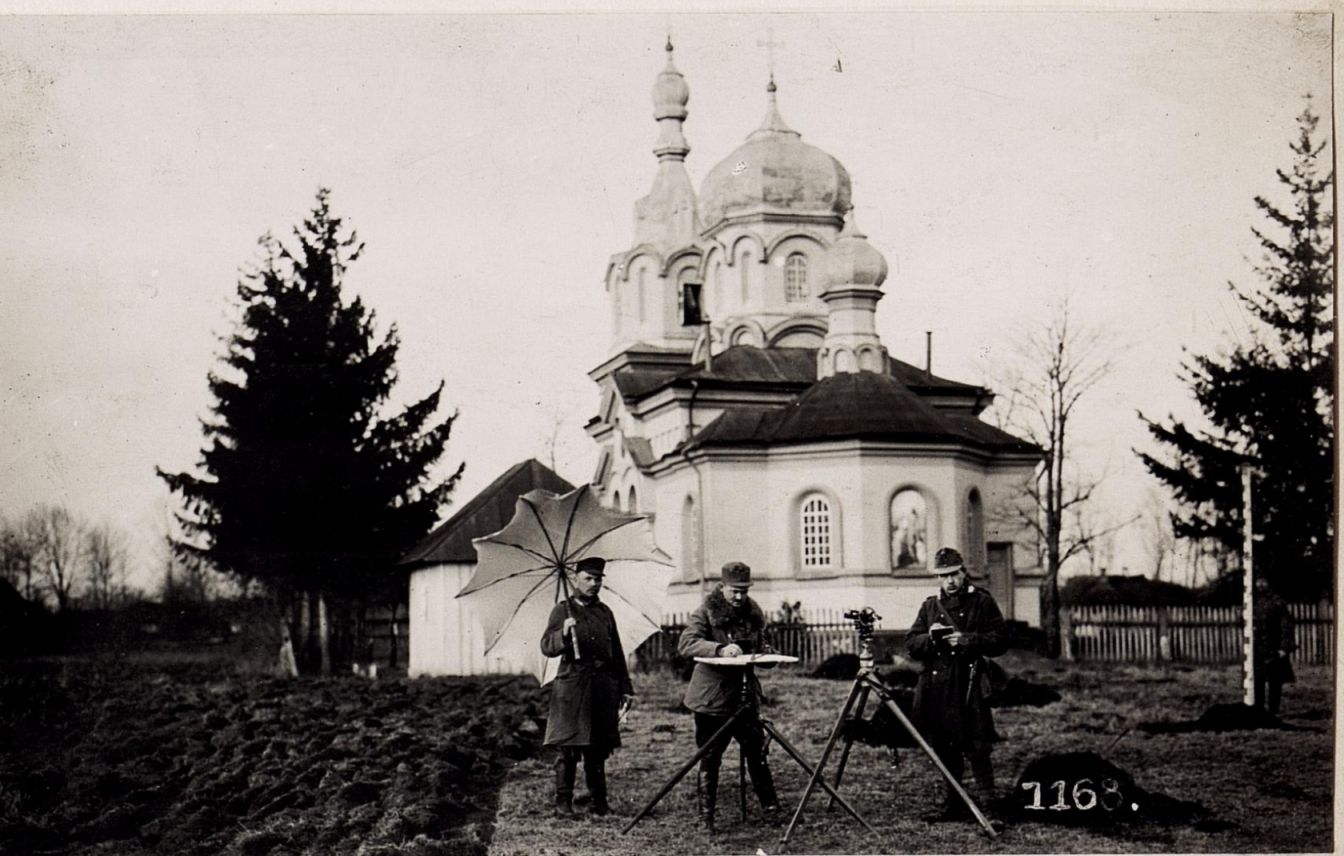
Церква святого Миколая у селі Шиховичі, фото 1912 р

Село було в 1392—1431 рр. в числі грубешівських маєтностей короля, поки Владислав II Ягайло не віддав князю Земовиту V.
1620 року вперше згадується церква східного обряду в селі.
У 1827 р. були 74 будинки і 549 мешканців.
У 1892 р. фільварки Сиховичі, Ґрафка і Руликівка мали 1615 моргів, 21 мурований будинок і 36 дерев'яних, а село — церкву, початкову школу, водяний млин, 70 садиб і 1166 моргів.
Від 1867 до 1939 р. Сиховичі були у складі волості (ґміни) Крилів Грубешівського повіту Люблінської і Холмської губерній та Люблінського воєводства.
За даними етнографічної експедиції 1869—1870 років під керівництвом Павла Чубинського, у селі проживали греко-католики, які розмовляли українською мовою.
За переписом 1905 р. у селі Сиховичі було 681 десятина землі (чорнозем), 156 будинків і 1067 мешканців (1007 православних, 60 римо-католиків), а у панському дворі К. А. Руликовського Сиховичі — 575 десятин землі (чорнозем), 11 будинків і 42 мешканці (12 православних, 19 римо-католиків і 11 юдеїв). У 1905—1908 рр. за указом царя ті греко-католики, які відмовлялися належати до Російської православної церкви, через заборону греко-католицької церкви перейшли до римо-католицької і стали латинниками, у Сиховичах їх налічувалось 5 осіб.
У 1915 р. перед наступом німецьких військ російською армією спалене село і більшість українців були вивезені вглиб Російської імперії, звідки повертались уже після закінчення війни. Натомість поляків не вивозили.
У 1921 році польський перепис нарахував у селі Сиховичі 128 будинків і 675 жителів (30 римо-католиків, 604 православних, 11 юдеїв), а у фільварку Сиховичі — 3 будинки і 133 жителі (54 римо-католики і 79 православних).
У 1943—1944 рр. польські шовіністи з Батальйонів хлопських під командуванням майора Станіслава Басая постійно тероризували українське населення села, через що жителі організовували самооборону. Однак 10 березня 1944 р. банда Басая спалила село і вбила 135 українців.
Одразу по 2-й світовій війні польський уряд заповзявся позбутися українського населення краю і проводив етнічну чистку Закерзоння, через що частина українців емігрувала в 1946 р. до СРСР (їх поселили на Волині у спаленій колишній польській колонії Октавин.
16-20 червня 1947 року під час операції «Вісла» польська армія виселила зі села на приєднані до Польщі північно-західні терени 47 українців. У селі залишилося 39 невиселених українців, які також підлягали виселенню.
У 1975—1998 роках село належало до Замойського воєводства.

## Населення
Демографічна структура станом на 31 березня 2011 року:
|          | Загалом | Допрацездатний вік | Працездатний вік | Постпрацездатний вік |
| -------- | ------- | ------------------ | ---------------- | -------------------- |
| Чоловіки | 257     | 52                 | 179              | 26                   |
| Жінки    | 255     | 47                 | 147              | 61                   |
| Разом    | 512     | 99                 | 326              | 87                   |

## Церква
Українці села були прихожанами місцевої парафіяльної греко-католицької церкви, яка належала до Грубешівського деканату Холмської єпархії, до парафії належала також філіяльна церква в Малкові. В 1939 р. парафія налічувала 6800 прихожан. Ще на початку XX  ст. в селі стояла дерев'яна церква з 1767 р., яку збудував місцевий дідич Антоній Лещинський і яку в 1875 р. відібрала російська влада та віддала Російській православній церкві. Муровану церкву збудували в 1882 р., після депортації українців поляки забрали церкву під виробниче приміщення, а в 1950-х роках — зруйнували.

## Особистості

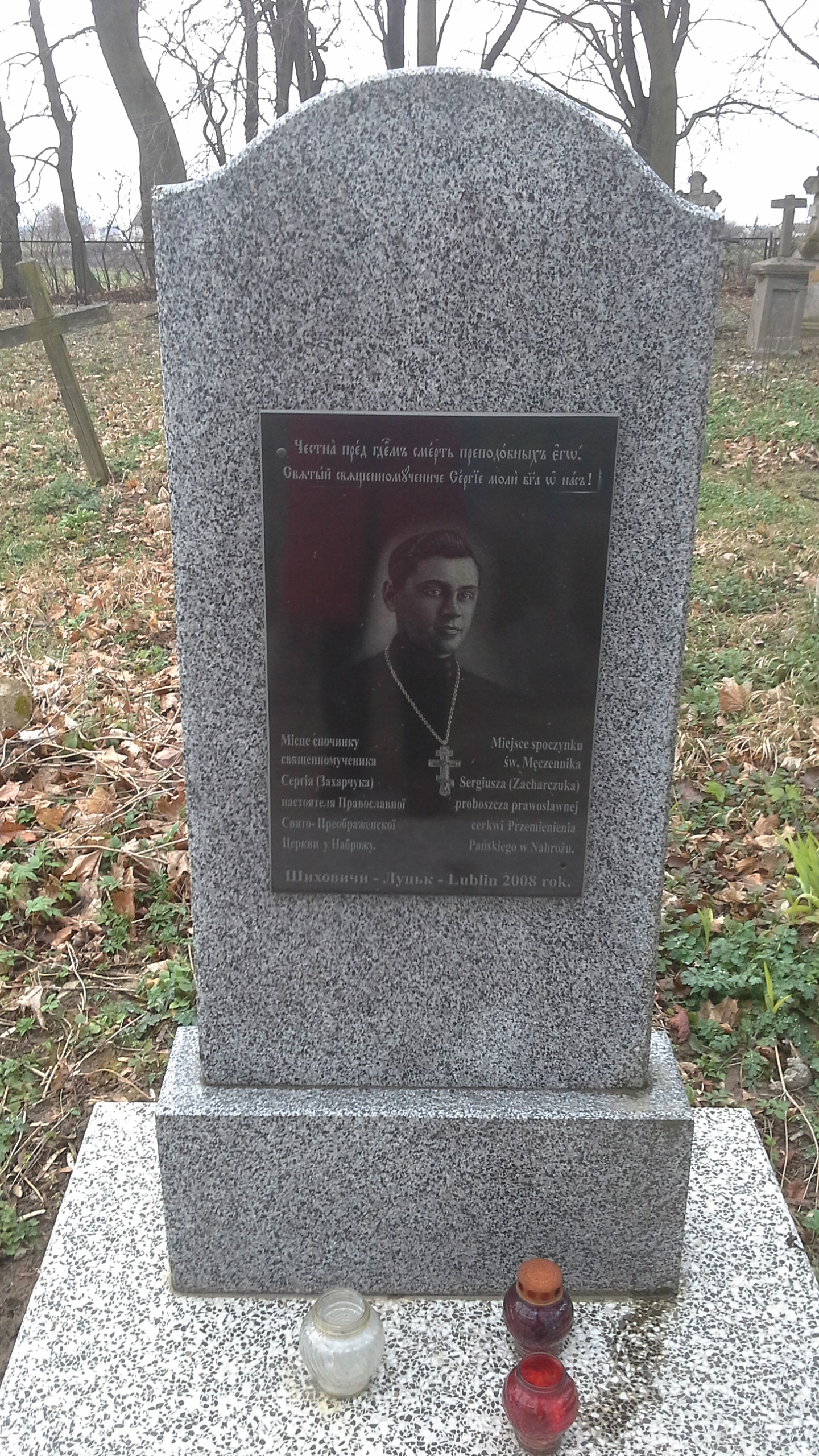
Могила Сергія Захарчука у Шиховицях

### Народилися
- Сергій Захарчук (1915—1943) — православний священик, священномученик.